# Juršinci
Juršinci – wieś w Słowenii, w gminie Juršinci. W 2018 roku liczyła 377 mieszkańców.